# Bolitoglossa longissima
Bolitoglossa longissima là một loài kỳ giông trong họ Plethodontidae.
Nó là loài đặc hữu của Honduras.
Môi trường sống tự nhiên của chúng là các khu rừng vùng núi ẩm nhiệt đới hoặc cận nhiệt đới.
Nó bị đe dọa do mất môi trường sống.